# バスケットボール女子スウェーデン代表
バスケットボール女子スウェーデン代表（Sweden women's national basketball team）は、スウェーデンバスケットボール連盟によって編成される女子バスケットボールのナショナルチームである。
これまでオリンピック・ワールドカップの出場はない。しかし、2007年のU-19ワールドカップで準優勝を果たした。

## 国際大会の成績
- 夏季オリンピック
  - 出場なし
- W杯
  - 出場なし
- ユーロバスケット